# Carl Baudenbacher
Carl Baudenbacher é um jurista suíço. Foi juiz do Tribunal do Associação de Livre Mercado Europeia (EFTA) de setembro de 1995 a abril de 2018 e presidente do tribunal de 2003 a 2017. Ele foi professor titular na Universidade of St. Gallen de 1987 a 2013 e professor visitante permanente na Universidade do Texas na Escola de Direito de Austin de 1993 a 2004.